# Corythucha distincta
Corythucha distincta är en insektsart som beskrevs av Henry Fairfield Osborn och Drake 1916. Corythucha distincta ingår i släktet Corythucha och familjen nätskinnbaggar.

## Underarter
Arten delas in i följande underarter:
- C. d. distincta
- C. d. spinata